# Farnhamville
Farnhamville és una localitat dels Estats Units a l'estat d'Iowa. Segons el cens del 2000 tenia 430 habitants.

## Demografia
Segons el cens del 2000, Farnhamville tenia 430 habitants, 195 habitatges, i 130 famílies. La densitat de població era de 255,4 habitants/km².
Dels 195 habitatges en un 26,7% hi vivien nens de menys de 18 anys, en un 54,9% hi vivien parelles casades, en un 9,2% dones solteres, i en un 33,3% no eren unitats familiars. En el 30,8% dels habitatges hi vivien persones soles el 23,6% de les quals corresponia a persones de 65 anys o més que vivien soles. El nombre mitjà de persones vivint en cada habitatge era de 2,21 i el nombre mitjà de persones que vivien en cada família era de 2,69.
Per edats la població es repartia de la següent manera: un 23% tenia menys de 18 anys, un 7,7% entre 18 i 24, un 20,5% entre 25 i 44, un 23,3% de 45 a 60 i un 25,6% 65 anys o més.
L'edat mediana era de 44 anys. Per cada 100 dones de 18 o més anys hi havia 87 homes.
La renda mediana per habitatge era de 29.107 $ i la renda mediana per família de 36.667 $. Els homes tenien una renda mediana de 27.237 $ mentre que les dones 22.813 $. La renda per capita de la població era de 21.619 $. Entorn del 7,1% de les famílies i el 10% de la població estaven per davall del llindar de pobresa.

## Poblacions més properes
El següent diagrama mostra les poblacions més properes.